# Cleppé
Cleppé este o comună în departamentul Loire din sud-estul Franței. În 2009 avea o populație de 550 de locuitori.

## Evoluția populației
| An        | 1975 | 1982 | 1990 | 1999 | 2006 | 2009 |
| --------- | ---- | ---- | ---- | ---- | ---- | ---- |
| Populație | 409  | 360  | 404  | 454  | 540  | 550  |